# 6542 Jacquescousteau
6542 Jacquescousteau è un asteroide della fascia principale. Scoperto nel 1985, presenta un'orbita caratterizzata da un semiasse maggiore pari a 2,3030057 UA e da un'eccentricità di 0,1196806, inclinata di 3,74093° rispetto all'eclittica.